# Philippe Rühl
Pour les articles homonymes, voir Ruhl.
Philippe Jacques Rühl, né le 3 mai 1737 à Strasbourg, mort par suicide le 10 prairial an III (29 mai 1795) à Paris, est un homme politique de la Révolution française. 
Député du Bas-Rhin à l'Assemblée nationale législative, puis à la Convention nationale, il est célèbre pour avoir ordonné la destruction de la Sainte ampoule au cours de sa mission à Reims le 7 octobre 1793. 

## Biographie
Fils d'un pasteur luthérien de Worms. Il faisait partie de la chancellerie du prince allemand de Linange-Hartenbourg (Leiningen-Hartenburg), possessionné à Dabo mais résidant en Allemagne, lorsque les événements de 1789 le décidèrent à rentrer en France.

### Mandat à la Législative
La France devient une monarchie constitutionnelle en application de la constitution du 3 septembre 1791. Le même mois, Philippe Rühl, alors administrateur du directoire du Bas-Rhin, est élu député du département , le septième sur neuf, à l'Assemblée nationale législative. 
Il siège sur les bancs de la gauche de l'Assemblée. En août 1792, il vote en faveur de la mise en accusation du marquis de La Fayette. 
La monarchie constitutionnelle prend fin à l'issue de la journée du 10 août  1792 : les bataillons de fédérés bretons et marseillais et les insurgés des faubourgs de Paris prennent le palais des Tuileries. Louis XVI est suspendu et incarcéré à la tour du Temple. 

### Mandat à la Convention
En septembre 1792, Philippe Rühl est réélu député du Bas-Rhin, le premier sur neuf, à la Convention nationale. Il préside l'assemblée, à l'ouverture de la session parlementaire, en tant que doyen d'âge, et ses secrétaires, les benjamins de l'assemblée, sont Jean-Augustin Pénières et Jean-Lambert Tallien. 
Philippe Rühl siège sur les bancs de la Montagne. Le 11 novembre, il dénonce l'ancien maire de Strasbourg, Philippe-Fréderic de Dietrich. Le 21, il est élu membre de la commission chargée de dépouiller les papiers trouvés dans l'armoire de fer des Tuileries. Le 23 décembre, il est élu, aux côtés de Pierre Coustard et de Jean-Pierre Couturier, commissaire auprès des départements de la Meurthe, de la Moselle et du Bas-Rhin. 
Lors du procès de Louis XVI, il ne prend pas part au vote, étant « absent par commission » aux quatre appels nominaux. Le 8 mars, aux côtés de Pierre Jacques Forestier, il est envoyé en mission auprès de la section des Tuileries. Le 26, il est élu membre de la Commission de Salut public. 
Le 13 avril 1793, il est absent lors du scrutin sur la mise en accusation de Jean-Paul Marat. Le 28 mai, il vote contre le rétablissement de la Commission des Douze. Le 30, il appuie la proposition de Bertrand Barère, rapporteur du Comité de Salut public, de nommer le général Alexandre de Beauharnais commandant en chef de l'armée du Rhin. Lors de la journée du 2 juin, il appuie Louis Legendre et Jean-Paul Marat en prenant la défense de Jean Dussaulx, dénoncé par les sections de Paris. 

Le 14 septembre, Rühl entre au Comité de sûreté générale. Deux jours plus tard, il est envoyé en mission dans les départements de la Marne et de la Haute-Marne afin d'y faire appliquer la levée en masse. Lors de son passage à Reims, il fait publiquement briser la saint ampoule sur la place Royale devant la statue de Louis XV :
J'ai brisé la sainte ampoule, sur le piédestal de Louis le fainéant, quinzième de ce nom [...] La sainte ampoule n'existe plus ; ce hochet sacré des sots et cet instrument dangereux dans la main des satellites du despotisme a disparu. 
Le 3 frimaire (le 23 novembre), il est envoyé en mission dans le Bas-Rhin pour organiser le district de Sarre-Union en y incorporant les communes de Neu-Sarrewerden, de Harskirchen et de Asswiller.
En ventôse an II (mars 1794), Philippe Rühl est élu président de la Convention, et ses secrétaires sont François Bézard, Simon Monnel et Jean-Lambert Tallien. En germinal (fin mars), à l'instar de son collègue Robert Lindet, membre du Comité de Salut public, il refuse de contresigner le mandat d'arrêt contre Georges Danton. 
Philippe Rühl prend part à la chute de Robespierre. Le 15 fructidor (le 1er septembre), le Comité de sûreté générale est renouvelé de moitié. Bien qu'il ne soit pas tiré au sort pour en partir, il en démissionne le lendemain en invoquant des raisons de santé. Il est remplacé par Antoine Levasseur (député de la Meurthe). 
Philippe Rühl siège sur les bancs des « derniers Montagnards », selon l'historienne Françoise Brunel. Au terme de l'insurrection du 1er prairial an III (20 mai 1795), au terme de laquelle Jean-Bertrand Féraud (député des Hautes-Pyrénées) est assassiné par les émeutiers qui réclament « du pain et la constitution de l'an I », Rühl est décrété d'arrestation aux côtés de treize autres députés Montagnards. Maintenu à son domicile, il met fin à ses jours le 10 prairial (29 mai). 

## Publications
- (la) Tractatio juridica de legitimis natalibus inter illustres praesumendis a Francisco Georgio Ditterich,... Commentarium perpetuum adjecit Philippus-Jacobus Rühl, – 1776, de Franz Georg Ditterich (Auteur), Philippe-Jacques Rühl (Auteur), Ex prelo J. Lorenzii, 1776.
- Recherches historiques et généalogiques sur la maison de Linange-Dabo, par M. Rühl Reliure inconnue – 1789,  Impr. de F.-G. Levrault, 1789.
- Correspondance de l'Assemblée des comités réunis des sections de Strasbourg, avec le citoyen Rühl,... I. Adresse de l'Assemblée des comités réunis à la Convention nationale. II. Lettre... au citoyen Rühl. III. Réponse du citoyen Rühl, Impr. de P.-J. Dannbach, 1793.